# 국제빙상연맹 피겨스케이팅 선수권 대회
국제 빙상 연맹(ISU)은 매년 4개의 피겨 스케이팅 선수권 대회를 개최한다.
피겨 선수권 대회는 다음과 같다.
- 세계 피겨 스케이팅 선수권 대회: 시니어 레벨 스케이팅 선수들이 참가하는 세계적 수준의 대회
- 세계 주니어 피겨 스케이팅 선수권 대회: 주니어 레벨 스케이팅 선수들이 참가하는 세계적 수준의 대회
- 유럽 피겨 스케이팅 선수권 대회: 가장 오래된 국제빙상연맹의 선수권 대회로서 유럽 국가 중에서 개최된다.
- 4대륙 피겨 스케이팅 선수권 대회: 가장 최근의 국제빙상연맹의 선수권 대회로서 유럽이 아닌 국가에서 개최된다.

## 같이 보기
- 국제 빙상 연맹